# كاترين فولتون
كاترين فولتون (بالإنجليزية: Catherine Fulton)‏ هي كاتبة يوميات وسفرجات نيوزيلندية، ولدت في 19 ديسمبر 1829، وتوفيت في 6 مايو 1919.